# Девреч
Девреч (на сръбски: Девреч) е село в Сърбия, разположено в община Тутин, Рашки окръг. Намира се на 1162 метра надморска височина. Населението му според преброяването през 2011 г. е 64 души. При преброяването на населението през 2002 г. има 106 жители, от тях 106 (100,00 %) бошняци.

## Население
Численост на населението според преброяванията през годините:
- 1948 – 165 души
- 1953 – 187 души
- 1961 – 190 души
- 1971 – 147 души
- 1981 – 146 души
- 1991 – 132 души
- 2002 – 106 души
- 2011 – 64 души